# Belga hidegvérű
A belga hidegvérű (vagy brabanti) Belgium egyetlen őshonos lófajtája. A. Kr.u. I-II. századból ered. Származási helye Belgium, ezen belül Brabant, illetve Flandria. Nehéz igáslóként hasznosítják.

## Megjelenése
Mézszürke, deres vagy sárga belga munkásló fekete vagy fehér „csizmában”, vagyis hosszú, sűrű, fekete bokaszőrökkel, csaknem térdmagasságig a lábak végein.  Leszármazottja az erdei lónak. A belga tenyésztők egy olyan fajtát akartak kialakítani, mely megfelel a környezetnek, a helyi éghajlatnak és az igen nehéz talajnak.  Rendkívül erős testfelépítésű, a hatalmas, izmos testen viszonylag kis fej ül, bikaerős nyakon. Patái is szélesek, erősek. A magas lovak közé tartozik, marmagassága 175–180 cm. A hidegvérű lovak (tehát a munkalovak) mintapéldánya.  Nehéz igáslóként hasznosítják; nagyon jóindulatú, bármilyen munkára rávehető.